# Cadena Dial
Cadena DIAL és una emissora de ràdio espanyola propietat del Grup PRISA, que emet exclusivament música en castellà i, a Catalunya, també en català. Cadena Dial va començar les seves emissions el 3 de setembre de 1990. Es pot sintonitzar a través de la ràdio FM, TDT, internet i aplicació per a dispositius mòbils. És la segona emissora musical més escoltada d'Espanya per darrere de Los 40 Principales.

## Història
Cadena DIAL va començar a finals dels anys 80 com a Radio Corazón, una ràdio local madrilenya que barrejava petits espais de bellesa, psicologia, consells, trucs de cuina i notícies amb música en castellà. Dirigida per Lola Barranco, i amb Ana Arce com a cap de programes, van portar aquest format a altres emissores de ràdio locals amb locutores com Yolanda López, María Quirós, Montserrat Domínguez i Esther García, entre d'altres. A Barcelona, Radio Corazón emetia en monofònic i va dedicar les seves emissions a la música espanyola (folklore i pop) amb programes com El Tocadiscos Flamenco, presentat i dirigit per Ricardo Romero sènior.
Les radionovel·les, la radiofórmula, El despertador (presentat i dirigit per David Montes), A mi manera (presentat i dirigit per Javier Artigas) van protagonitzar durant uns anys les ones de l'emissora. Algunes de les veus d'aquella època van ser, també, Pedro Parreño (entrevistes i radiofórmula), Pedro Blázquez (programa de música especialitzada) i Pedro Bernal, entre d'altres. La direcció de les emissions va estar a càrrec de Montserrat Pérez Lancho. L'any 1992 va canviar el format a ser simplement radiofórmula musical sense miniespais informatius ni consells.
Durant l'estiu de 1992 va tenir dos milions i mig d'oients segons l'EGM i programes mítics com a Pop Dial o Sonora Dial, un de pop en castellà i l'altre de salsa i son, o el de la nit, A solas contigo.
Lola Barranco va ser nomenada directora de planificació de Telecinco i va abandonar la direcció de Cadena Dial. El 1993 va arribar Francisco Herrera per dirigir-la i va canviar completament els programes i els locutors. També va obrir més emissores que passarien a formar part de la cadena. Van canviar l'emissora a una selecció limitada de música en castellà.

## Premis DIAL

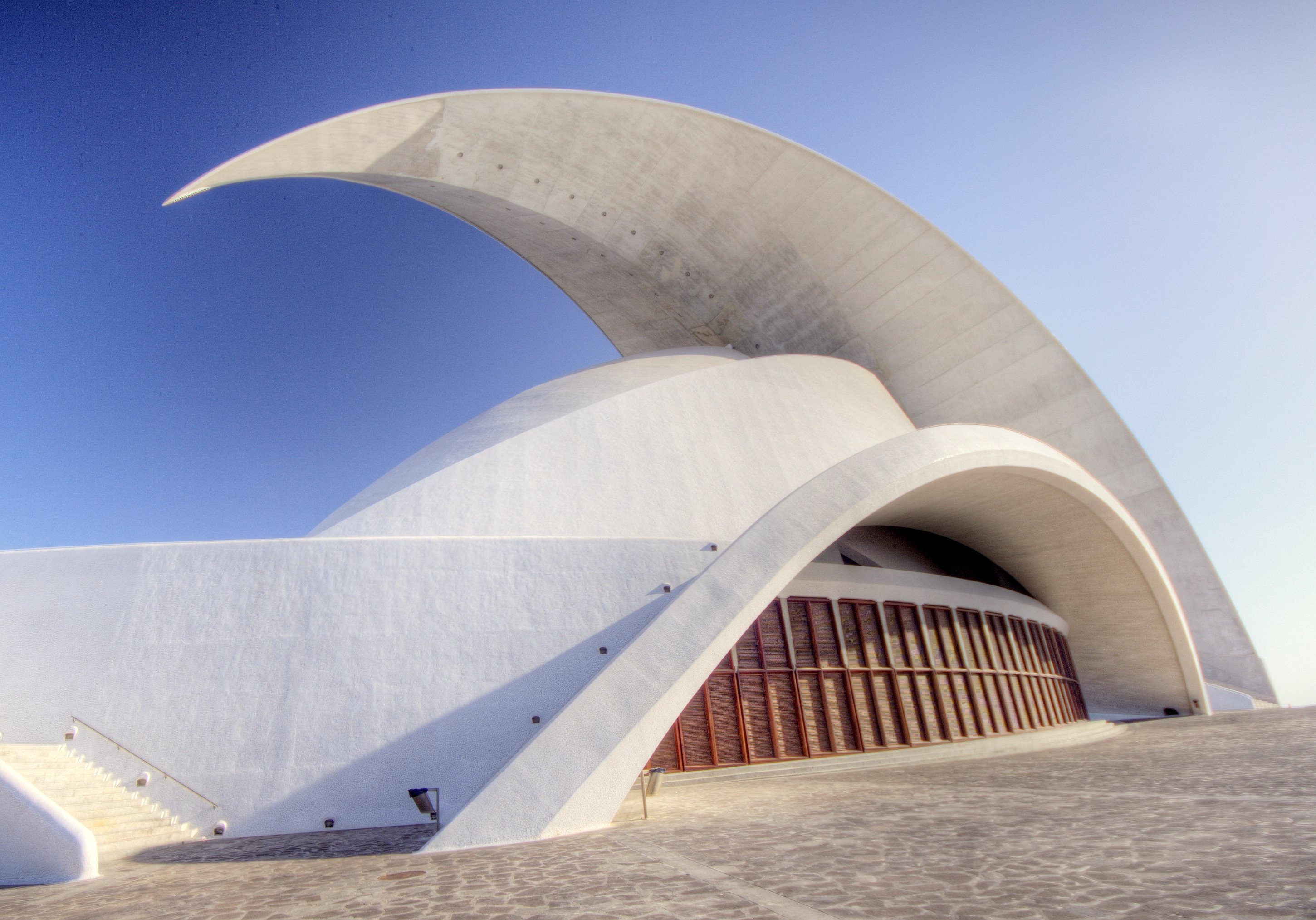
Edifici de l'Auditori de Tenerife, lloc on es lliuren els premis.

Des de 1996 aquesta emissora entrega els premis DIAL als artistes i grups en llengua espanyola que més èxit han tingut. Fins a 2006 aquests premis es lliuraven a Madrid, però a partir de 2007 la seu dels premis és la ciutat de Santa Cruz de Tenerife (illes Canàries), on se celebren cada any al modern Auditori de Tenerife. La gala reuneix diversos cantants llatins, entre ells Malú, Laura Pausini, Chayanne, Amaral, Amaia Montero, Beatriz Luengo, Camila, Estopa, Ana Torroja, Luis Fonsi, Manolo García, Melocos, Melendi, L'Orella de Van Gogh, Pitingo, Rosario i Sergio Dalma.